# Morfologi (biologi)

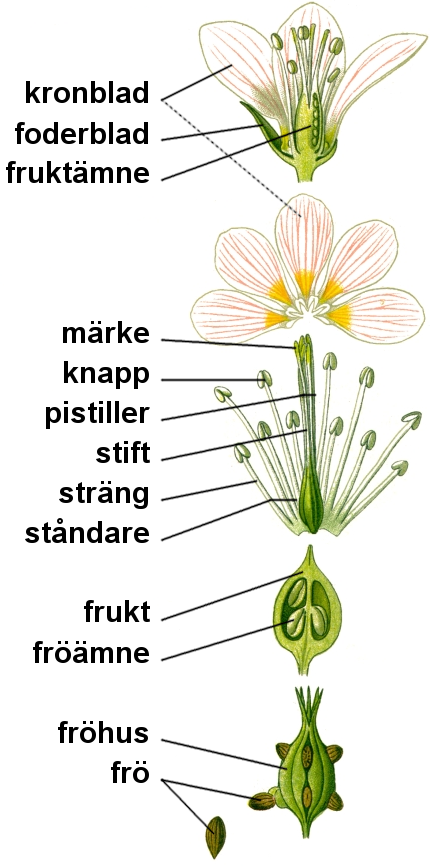
Harsyrans blommas anatomi.

Morfologi (av klassisk grekiska μορφή, "form") är inom biologin och de medicinska vetenskaperna läran om skillnaderna och likheterna mellan organismers anatomi. Morfologi brukar därför också benämnas jämförande anatomi.

## Zoomorfologi och växtmorfologi
I zoomorfologi studeras djurens morfologi och i växtmorfologi studeras växters, svampars och algers morfologi.

## Mikrobiologisk morfologi
Inom mikrobiologin skiljer man på bakterier beroende på deras form, och skiljer på:
1. Kocker
2. Stavar eller baciller
3. Coccobacillus
4. Vibrioner
5. Spiriller
6. Spiroketer
7. Hyfer
8. Pleomorfa
9. Kvadratiska platta bakterier

### Webbkällor
- Carrillo-López, Armando; Yahia, Elhadi M. (2019). ”Anatomy and Morphology”. Postharvest Physiology and Biochemistry of Fruits and Vegetables. Science Direct. https://www.sciencedirect.com/topics/agricultural-and-biological-sciences/anatomy-and-morphology. Läst 27 september 2020.

- Aryal, Sagar (6 maj 2029). ”Morphology of Bacteria”. Microbe Notes. Arkiverad från originalet den 30 november 2020. https://web.archive.org/web/20201130014142/https://microbenotes.com/morphology-of-bacteria/. Läst 27 september 2020.

- Sourav, Pan (Jul 2, 2020). Size, Shape, and Arrangement of Bacterial Cells With Picture and Example hämtat från the Wayback Machine (arkiverat 31 oktober 2020). Microbiology Note. Read June 01, 2020.